# بانک فدرال رزرو شیکاگو
بانک فدرال رزرو شیکاگو (به انگلیسی: Federal Reserve Bank of Chicago) یکی از ۱۲ شعبهٔ فدرال رزرو ایالات متحده آمریکا است و در شهر شیکاگو قرار دارد.
این بانک مناطقی از ۵ ایالت ایلینوی، میشیگان، ویسکانسین، آیووا، و ایندیانا را پوشش می‌دهد.